# Greetsiel
Greetsiel (en baix alemany també Greetsiel, en neerlandès Grietzijl) és un port marítim i un poble del municipi de Krummhörn al districte d'Aurich a Baixa Saxònia a Alemanya, a la vora del Mar de Wadden. El 31 de desembre de 2012 tenia 1450 habitants. Com a municipi independent, formava una mancomunitat amb Pilsum fins a la reorganització administrativa del 1972 quan es va crear el nou municipi que va prendre el nom de la península del Krummhörn, format per l'Ems, el mar i la badia del Leybucht.

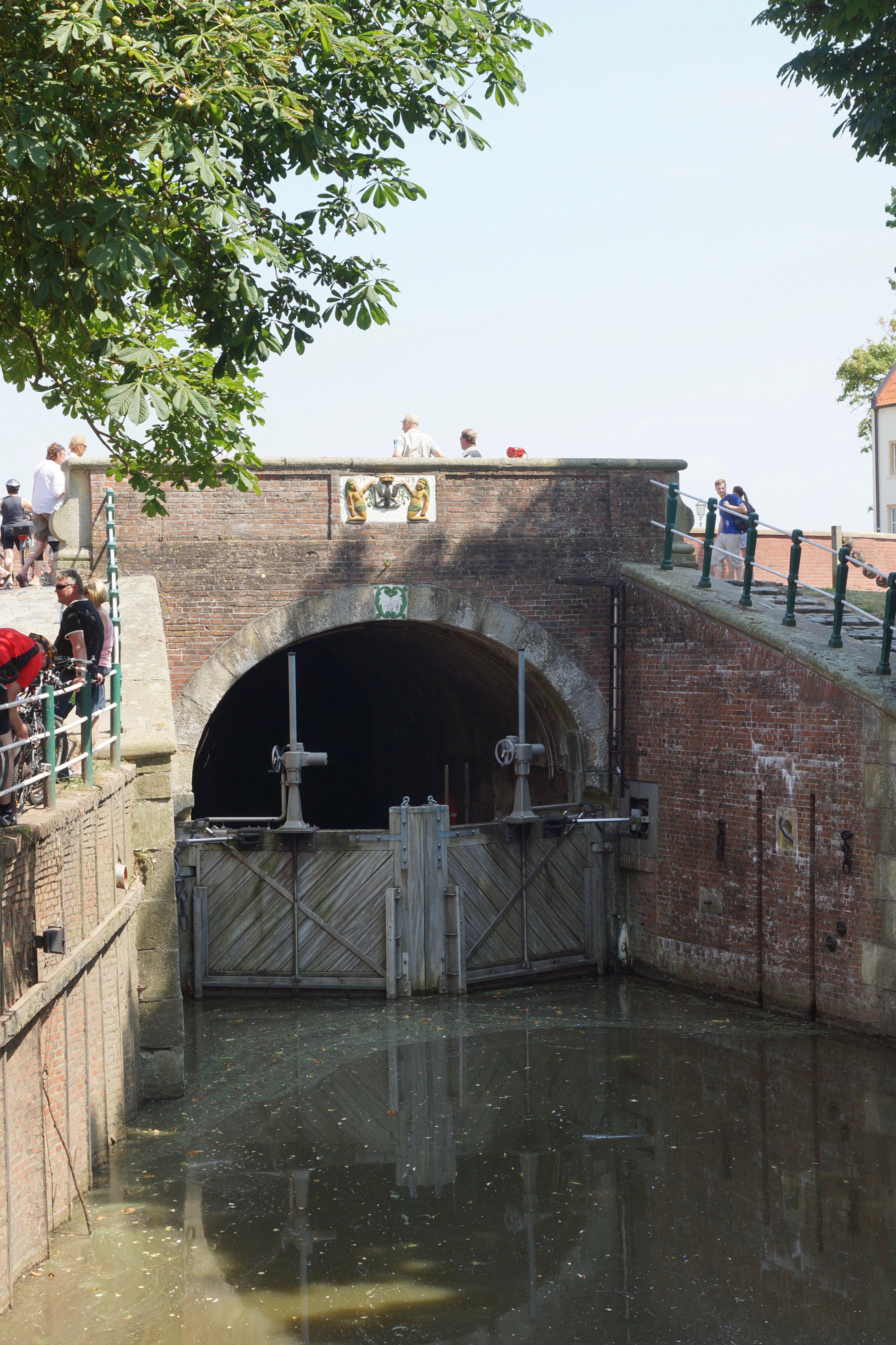
El siel, la resclosa de desguàs que va donar el nom al poble

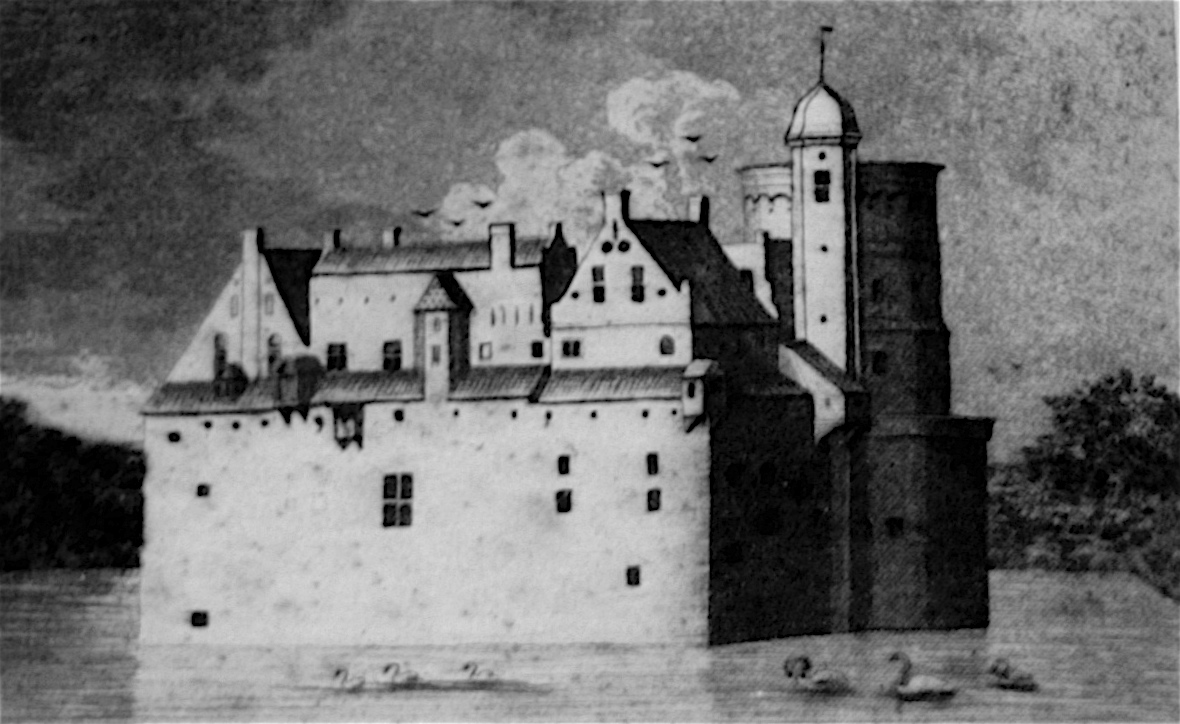
Burg desaparegut dels Cirksena

És regat per una xarxa de canals, dels quals el principal és el Neues Greetsieler Sieltief, que és navegable per a embarcacions turístiques cap a Pilsum que connecta Pewsum amb Emden. Aquesta xarxa de canals navegables no només serveix per al desguàs sinó que també va tenir un paper important per al comerç fins a la primera meitat del segle xx. Tot i tenir encara una modesta flota de cúters per a la pesca i ser una terra de conreu i de ramaderia, per l'encant del seu nucli antic i la proximitat del mar, el poble viu principalment del turisme.
El primer esment Greit (del frisó antic grēd) data del 1388, el que significa prat nou, terra al·luviada. S'hi va afegir el sufix frisó -siel, que significa resclosa de desguàs, poc després quan s'hi va construir la resclosa per desguassar els pòlders de la península del Krummhörn a baixamar. És el bressol de la nissaga dels Cirksena, que des de l'any 1464 fins al 1744 van governar el comtat de Frísia Oriental.